# 泗洲寺塔
泗洲寺塔又名“泗水塔”，位于河南省南阳市唐河县新春路北段原菩提寺内，始建于北宋绍圣二年(1095年)，是河南省现存最高、体量最大的古塔之一，该塔是宋代唐州菩提寺内著名建筑，古为八景之一的“古塔凌烟”。

## 历史
- 泗洲寺塔始建于北宋绍圣二年。
- 明洪武十年（1377年）僧智福重建，万历七年（1579年）雷毁其顶，唐河知县“刘懋中”修葺，万历三十二年（1604年）又为雷毁其二级，知县“黄茂踵”修如故。
- 清康熙四十四年（1705年）修宝塔阶级。[1]
- 1984年、1987年河南省文化厅两次拨款整修塔基、内壁和塔道。1998年，中国国家财政部、国家文物局、河南省财政厅、河南省文物局、唐河县政府拨专款按照“不改变文物原状”的原则对古塔进行了全面修缮。
- 2006年被列为全国重点文物保护单位。

## 结构
泗洲寺塔为仿木结构楼阁式砖塔，外形系八棱锥形，共11级，高49.75米。第一级直径7.6米，塔基边长5.86米。南面辟一拱形门，塔内有砖砌心柱，柱周围筑螺旋台阶可登塔顶；第二至十级每层各辟1门。下均置砖雕斗拱，转角处有风铎，檐下为平座，塔内有塔心柱，柱之周围筑盘88旋石阶踏道，每级内外壁都有一、二处碑刻或壁龛，龛内雕刻佛像。其中第二级塔外壁嵌有59尊释迦牟尼佛像；第四级塔外壁嵌有6尊佛像，佛像高21厘米，端坐于莲花须弥座上。塔身翼角为雕制龙首80条，悬于塔身外33厘米，龙首口内衔铁环，环下系风铎，风起钟响，梵音清幽。塔顶为八角攒尖式，覆绿琉璃瓦饰、覆莲及覆钵宝瓶组成。

## 传说
关于古塔凌烟，据说泗洲塔与河底相通，里面有一个泉眼，每隔几年，塔顶就会有蒸气升起，场面神秘。据史料记载，凌烟现象发生过4次，分别是1953年、1975年、1990年和1999年，其中，1990年农历八月十五前，间断出现7天，每次半小时左右。1999年农历正月初二，出现在上午九点多钟。凌烟时，塔顶出现烟雾，有时呈蘑菇状团聚，有时像轻纱般随风飘荡，缕缕丝丝，持续不断，关于科学的原因，目前的说法是蠓虫群聚在塔顶所致。

## 参看
- 福胜寺塔